# Luis G. Morelos
El coronel Luis G. Morelos fue comisionado para defender la entrada de revolucionarios maderistas en 1911, en el ataque a la ciudad de Culiacán en el Santuario del Sagrado Corazón de Jesús, donde resistió junto con el mayor Agustín del Corral. 
Ignorando el sr. Diego Redo, Gobernador Constitucional del Estado de Sinaloa, la retirada de Porfirio Díaz al extranjero, este no creía en la fuerza del pueblo que en esta ocasión había tomado las armas para deponer a la dictadura. El sr. Redo propuso resistir y negarse a hacer entrega de la plaza cuando los revolucionarios se la pidieron. 
En esas condiciones se inició la lucha y fue sitiada la ciudad, fueron vencidas las mejores posiciones defensivas: en la casa de moneda el gobernador con los elementos oficiales, en la azotea el general Higinio Aguilar, enviado exprofeso de la capital de la República y se dejó el edificio del Santuario, donde se esperaba el primer choque, al valiente coronel Luis G. Morelos. En plena lucha, los sitiadores incendian la fábrica de Hilados y Tejidos el Coloso, propiedad del señor Redo; se practicaron perforaciones a las casas particulares para defender el destacamento de Catedral; el Santuario fue acosado seriamente por los atacantes. 
Todos los destacamentos que defendían la ciudad fueron rindiéndose a excepción del que mandaba el coronel Morelos. Se cuenta que mandó volar las escaleras para que sus soldados no pudieran bajar. Luis G. Morelos fue el último en rendirse. Un grupo de vecinos le informó que el presidente Porfirio Díaz había renunciado y que la paz se había concertado en Ciudad Juárez. Al fin convino en rendirse entregando su espada al jefe maderista que lo sitiaba y él fue conducido a la cárcel pública con la seguridad de que sería respetada su vida y la de sus soldados. 
Pero por la noche lo condujeron por el camino de Quilá donde fueron pasados por las armas sin formarles causa. Las razones que motivaron la falta de cumplimiento de la promesa de las vidas se originaron en la animadversión que les tenían algunos revolucionarios de la sierra de Durango. 